# 蔵元 (琉球王国)

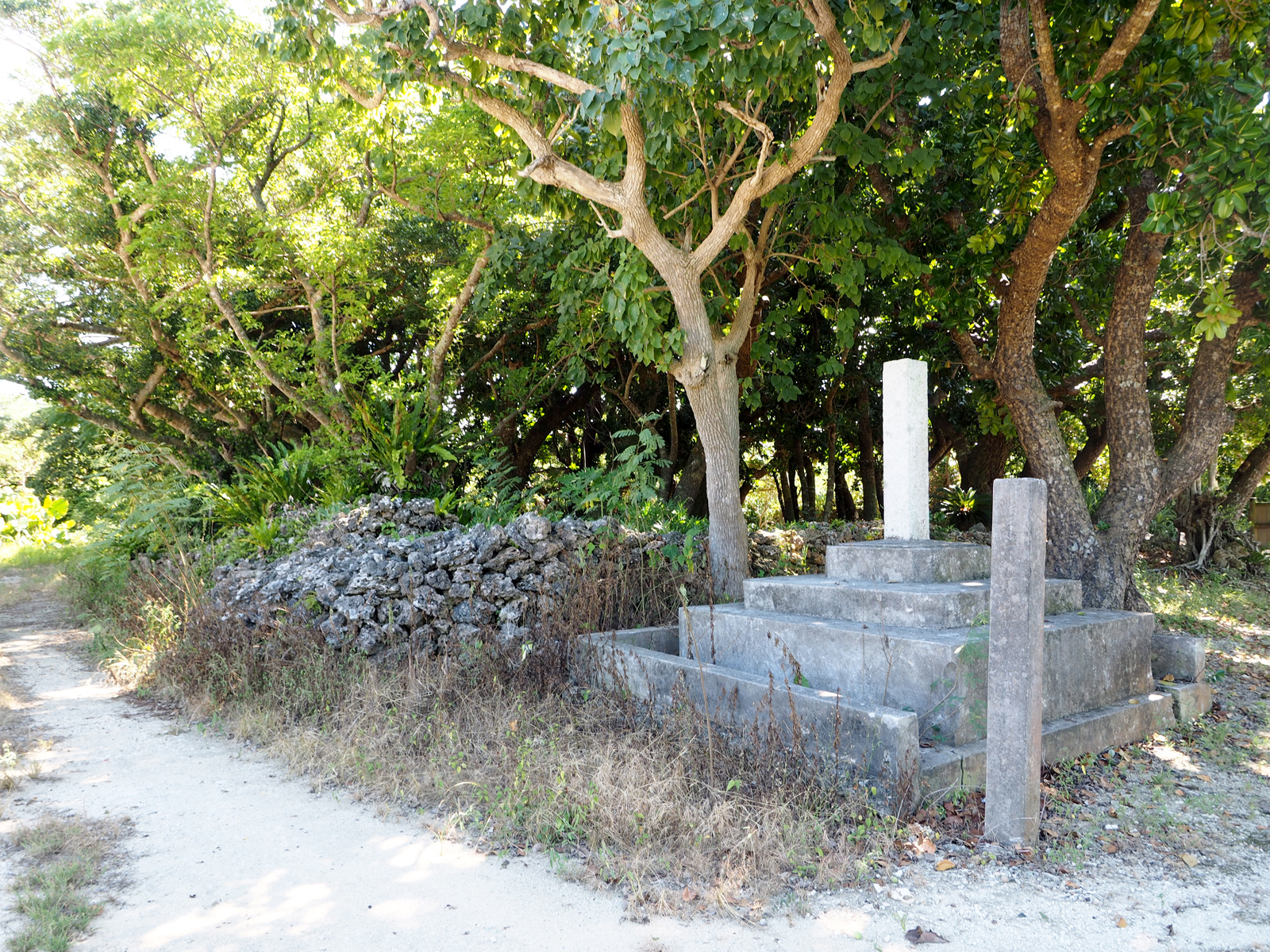
蔵元跡（竹富島）

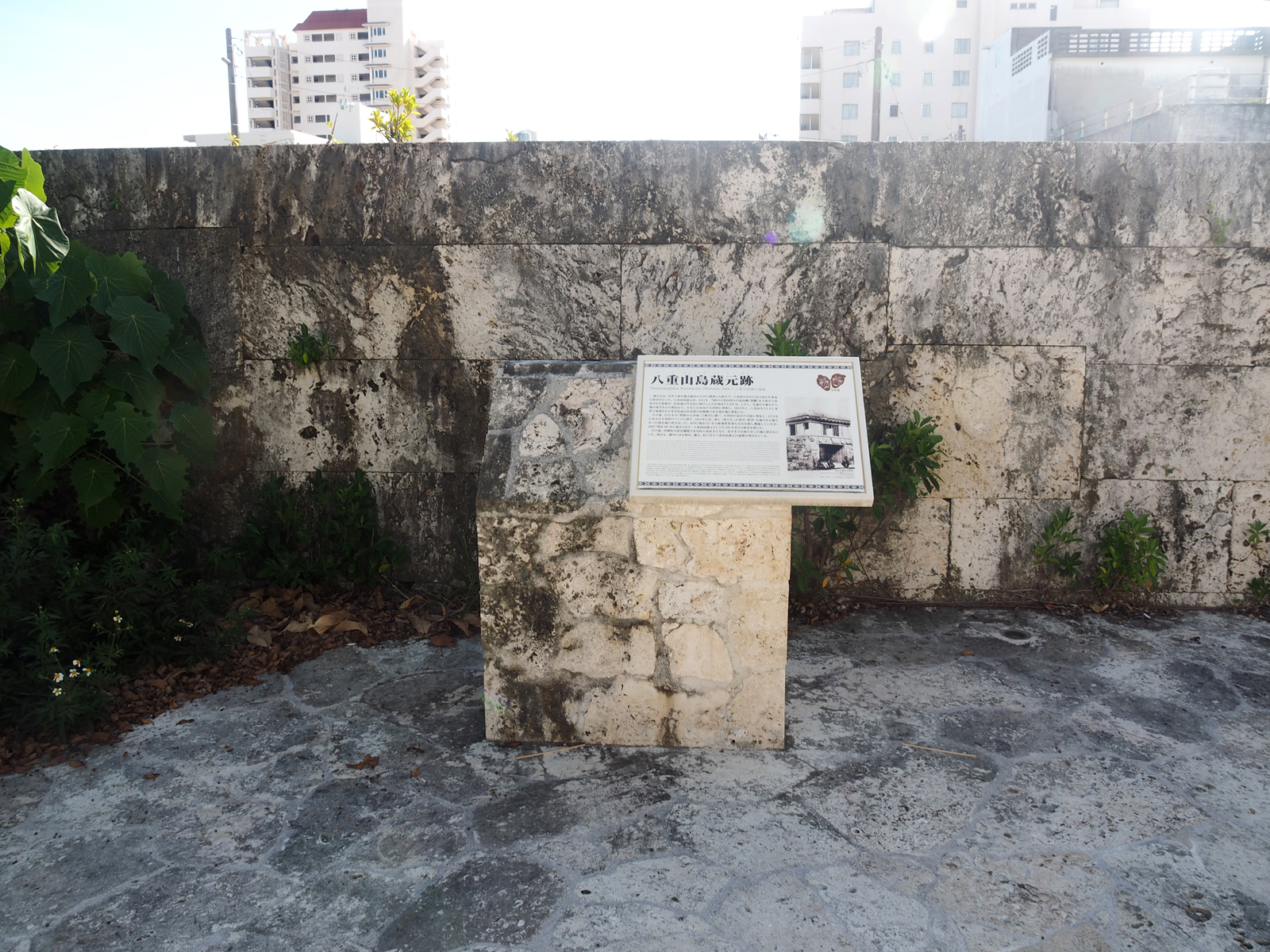
八重山蔵元跡（石垣島）

蔵元（くらもと）は、宮古諸島、八重山諸島及び久米島に置かれた琉球王国の地方政庁である。蔵許とも表記する。

## 概要
琉球王国の属島とされた離島地域に近世初頭に設置され、琉球王国による離島統治に大きな役割を果たした。宮古諸島では宮古島の平良に、八重山諸島では石垣島の大川に、久米島では仲里及び具志川の各間切に置かれた。蔵元は1897年に廃止され、代わって間切役場が設けられた。

## 組織
在地の最高位である3人制の頭（かしら）を筆頭に、座（ざ）、方（ほう）と呼ばれる部署があった（例えば、勘定座（かんじょうざ）、系図方（けいずほう））。それぞれの村や島には、蔵元から首里大屋子（しゅりおおやこ）、与人（ゆんちゅ）、目差（めざし）等の役人が派遣されて統治にあたった。また、蔵元には王府から在番（ざいばん）と呼ばれる役人が派遣され、頭以下の在地の役人を監督し、蔵元の行政を管理した。

## 歴史・遺構

### 久米島町
久米島町真謝には蔵元の石垣が残っており、旧仲里間切蔵元石牆として国の重要文化財に指定されている。

### 宮古諸島
宮古諸島では、1525年に蔵元が設置され、1535年には平良に加えて下地に頭職が置かれて2人制となり、1611年には砂川間切が置かれて頭職が3人制となった。1629年には在番が置かれている。

### 八重山諸島
八重山諸島では、25年にわたって尚真王に仕えた西塘が勲功を認められて1524年に竹富大首里大屋子の頭職に任じられ、当初、出身地の竹富島に蔵元を置いたが、港の整備が困難だったため、1543年に石垣島の大川村へ移転した。
1628年には宮良・大浜・石垣の3つの間切が設けられて頭職が置かれ、1632年には王府から在番が派遣されるようになった。さらに1641年には大和在番が置かれ、薩摩藩の役人が駐在するようになったが、7年後の1648年に廃止された。
蔵元は、1633年に八重山キリシタン事件で処刑された本宮良頭石垣永将の屋敷跡（現在の石垣市立八重山博物館隣地）に移転した。1771年には明和の大津波による被害を受け、一時、高台である大川村の文嶺に移転。1775年に大川村のフンナに移り、1815年には八重山博物館隣地に戻っている。

#### 遺構
- 竹富島のカイジ浜の近くには蔵元跡の石垣が残っており[10]、「蔵元跡」として沖縄県の史跡に指定されている[11]。
- 石垣市立八重山博物館隣地の八重山島蔵元跡は、駐車場になっており、道路側に説明看板が設けられている[12]。発掘調査によって、17世紀の蔵元跡の遺構が確認されている[13]。